# 길안청송로
 길안청송로(Girancheongsong-ro)는 경상북도 안동시 길안면 길안면 행정복지센터사거리에서 청송군 청송읍까지 이어주는 도로이다.

## 주요 경유지
경상북도
- 안동시 (길안면) - 청송군 (파천면 - 청송읍)

## 노선
전 구간 지방도 제914호선에 속하므로 이에 대한 별도 표기는 생략한다.
| 이름                       | 접속 노선              | 소재지 | 소재지 | 비고 |
| -------------------------- | ---------------------- | ------ | ------ | ---- |
| 길안면 행정복지센터 사거리 | 충효로 천지길          | 안동시 | 길안면 |      |
| 천지교                     |                        | 안동시 | 길안면 |      |
| 구수교                     |                        | 안동시 | 길안면 |      |
| 덕천교                     |                        | 청송군 | 파천면 |      |
| 갚을재                     |                        | 청송군 | 청송읍 |      |
| 청송 교차로                | 국도 제31호선 (청송로) | 청송군 | 청송읍 |      |
| (이름없음)                 | 현충로                 | 청송군 | 청송읍 |      |